# Diphascon greveni
Diphascon greveni är en djurart som tillhör fylumet trögkrypare, och som beskrevs av Hieronymus Dastych 1984. Diphascon greveni ingår i släktet Diphascon och familjen Hypsibiidae. Inga underarter finns listade i Catalogue of Life.